# Matour
Matour (Matô en patois charolais) est une commune française située dans le département de Saône-et-Loire, en région Bourgogne-Franche-Comté.
Elle est située dans une zone de revitalisation rurale. 

## Géographie

### Communes limitrophes
Les communes limitrophes sont Dompierre-les-Ormes, Aigueperse, Saint-Bonnet-des-Bruyères, Gibles, Montmelard, Saint-Pierre-le-Vieux et Trambly.

### Topographie
Matour est une commune de moyenne et basse altitude. Le point culminant de la commune se situe au nord-ouest de celle-ci dans le massif du mont Saint-Cyr et atteint 769 mètres d'altitude, son point le plus bas étant de 328 m. Très accidentée, la commune est dominée par de multiples monts arrondis et coiffés de forêts tels que :
- Le point culminant de la commune, 769 m ;
- La Grande Roche, en forêt de Botte, 669 m ;
- les Roches de Chau, dominant Auveau et Étiveau, 665 m ;
- les Roches de la Naude, au nord de la commune, 614 m ;
- le Signal d'Argaud, au sud-est, 599 m ;
- le Montillet, 587 m ;
- les Roches de Trécourt, 511 m.
L'essentiel des cours d'eau, comme le ruisseau de la Baize, du Petit Moulin et de Trécourt, alimentent vers l'est la vallée de la Grosne, relevant du réseau hydrographique du fleuve Rhône. Toutefois à l'ouest, le col de la Croix d'Auterre (557 m) constitue la ligne de séparation des eaux entre la Méditerranée et l'océan Atlantique. Une partie de son territoire est en zone Natura 2000.

### Géologie
L'essentiel de la commune de Matour repose sur un socle granitique ancien datant de l'ère Paléozoïque (Tournaisien, Viséen) semblable à la géologie d'une partie du massif du Morvan et de celui du Forez. La géologie locale se rattache d'ailleurs étroitement à celle du Massif central dont elle constitue le rebord nord-oriental. À l'est de la commune, on retrouve des dépôts sédimentaires allochtones au niveau de la forêt de Botte et de certains secteurs des monts Saint Cyr. Au sud, la partie sommitale des collines sont constituées de roches magmatiques tholéitiques peralcalines liées à un volcanisme plus ancien (Dévonien) et soulevées par le plissement de la partie est du Massif central lors de la formation des Alpes.

### Habitat
Répartition de la population

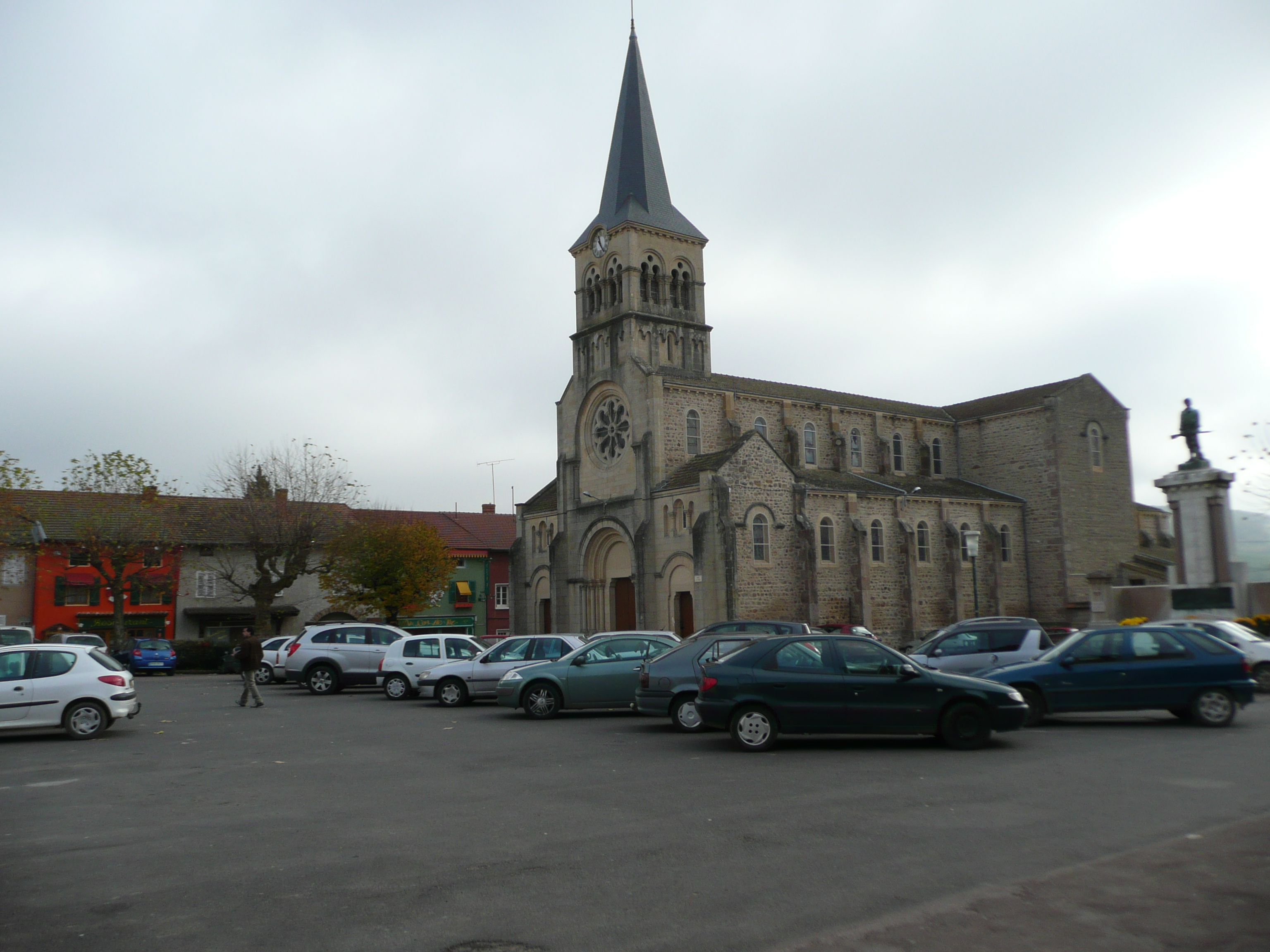
Matour, la place et l'église paroissiale, sous le vocable de saint Jean-Baptiste.

La commune de Matour a une occupation humaine semblable à celle de toute cette partie de la Bourgogne. Il s'agit d'un habitat dispersé et même très dispersé avec un bourg qui concentre l'essentiel des activités malgré le déclin de la commune. L'essentiel des hameaux sont des groupements de fermes.
La commune dispose aussi d'un habitat plus rurbain avec la construction de lotissements et d'ensembles pavillonnaires comme à Trécourt ou dans la partie sud du bourg (cité HLM).
Par ailleurs, la commune a lancé une opération de démolition, afin de raser certains bâtiments du centre bourg, très vétustes.

### Climat
Pour des articles plus généraux, voir Climat de la Bourgogne-Franche-Comté et Climat de Saône-et-Loire.
En 2010, le climat de la commune est de type climat océanique dégradé des plaines du Centre et du Nord, selon une étude du Centre national de la recherche scientifique s'appuyant sur une série de données couvrant la période 1971-2000. En 2020, Météo-France publie une typologie des climats de la France métropolitaine dans laquelle la commune est exposée à un climat de montagne ou de marges de montagne et est dans la région climatique Centre et contreforts nord du Massif Central, caractérisée par un air sec en été et un bon ensoleillement.
Pour la période 1971-2000, la température annuelle moyenne est de 11,2 °C, avec une amplitude thermique annuelle de 16,6 °C. Le cumul annuel moyen de précipitations est de 962 mm, avec 11,7 jours de précipitations en janvier et 7,9 jours en juillet. Pour la période 1991-2020, la température moyenne annuelle observée sur la station météorologique installée sur la commune est de 11,0 °C et le cumul annuel moyen de précipitations est de 1 029,8 mm. 
La température maximale relevée sur cette station est de 39 °C, atteinte le 24 juillet 2019 ; la température minimale est de −16,4 °C, atteinte le 5 février 2012,,.
| Mois                                  | jan.           | fév.            | mars           | avril         | mai             | juin          | jui.         | août           | sep.           | oct.            | nov.             | déc.            | année      |
| ------------------------------------- | -------------- | --------------- | -------------- | ------------- | --------------- | ------------- | ------------ | -------------- | -------------- | --------------- | ---------------- | --------------- | ---------- |
| Température minimale moyenne (°C)     | −0,5           | −0,5            | 1,9            | 4,3           | 8               | 11,5          | 13,4         | 13,1           | 9,6            | 6,9             | 2,7              | 0,2             | 5,9        |
| Température moyenne (°C)              | 3              | 3,7             | 7              | 9,9           | 13,9            | 17,6          | 19,7         | 19,5           | 15,4           | 11,6            | 6,7              | 3,7             | 11         |
| Température maximale moyenne (°C)     | 6,5            | 7,9             | 12,1           | 15,6          | 19,7            | 23,6          | 26           | 26             | 21,2           | 16,3            | 10,6             | 7,1             | 16,1       |
| Record de froid (°C) date du record   | −13,5 12.01.03 | −16,4 05.02.12  | −15,2 01.03.05 | −8 08.04.03   | −2,2 15.05.1995 | 1,8 04.06.01  | 4,7 03.07.11 | 3,2 31.08.1995 | 0,1 30.09.1995 | −6,1 29.10.1997 | −10,7 22.11.1998 | −14,9 20.12.09  | −16,4 2012 |
| Record de chaleur (°C) date du record | 18,9 26.01.16  | 21,8 24.02.1990 | 25,7 24.03.01  | 27,5 25.04.07 | 32,8 20.05.22   | 37,1 27.06.19 | 39 24.07.19  | 39 24.08.23    | 34,1 10.09.23  | 30,4 09.10.23   | 23,9 07.11.15    | 20,2 16.12.1989 | 39 2023    |
| Précipitations (mm)                   | 82,9           | 71,3            | 74,4           | 79,8          | 100,8           | 79,6          | 82,9         | 76,4           | 83,1           | 96,5            | 109,3            | 92,8            | 1 029,8    |

| Diagramme climatique                                  |             |             |             |            |              |            |            |             |             |              |            |
| J                                                     | F           | M           | A           | M          | J            | J          | A          | S           | O           | N            | D          |
| 6,5−0,582,9                                           | 7,9−0,571,3 | 12,11,974,4 | 15,64,379,8 | 19,78100,8 | 23,611,579,6 | 2613,482,9 | 2613,176,4 | 21,29,683,1 | 16,36,996,5 | 10,62,7109,3 | 7,10,292,8 |
| Moyennes : • Temp. maxi et mini °C • Précipitation mm |             |             |             |            |              |            |            |             |             |              |            |

Les paramètres climatiques de la commune ont été estimés pour le milieu du siècle (2041-2070) selon différents scénarios d'émission de gaz à effet de serre à partir des nouvelles projections climatiques de référence DRIAS-2020. Ils sont consultables sur un site dédié publié par Météo-France en novembre 2022.

## Urbanisme

### Typologie
Au 1er janvier 2024, Matour est catégorisée commune rurale à habitat dispersé, selon la nouvelle grille communale de densité à sept niveaux définie par l'Insee en 2022.
Elle est située hors unité urbaine et hors attraction des villes,.

### Occupation des sols
L'occupation des sols de la commune, telle qu'elle ressort de la base de données européenne d’occupation biophysique des sols Corine Land Cover (CLC), est marquée par l'importance des territoires agricoles (60,4 % en 2018), en diminution par rapport à 1990 (61,4 %). La répartition détaillée en 2018 est la suivante : prairies (51,9 %), forêts (37,2 %), zones agricoles hétérogènes (8,5 %), zones urbanisées (2,4 %). L'évolution de l’occupation des sols de la commune et de ses infrastructures peut être observée sur les différentes représentations cartographiques du territoire : la carte de Cassini (XVIIIe siècle), la carte d'état-major (1820-1866) et les cartes ou photos aériennes de l'IGN pour la période actuelle (1950 à aujourd'hui).

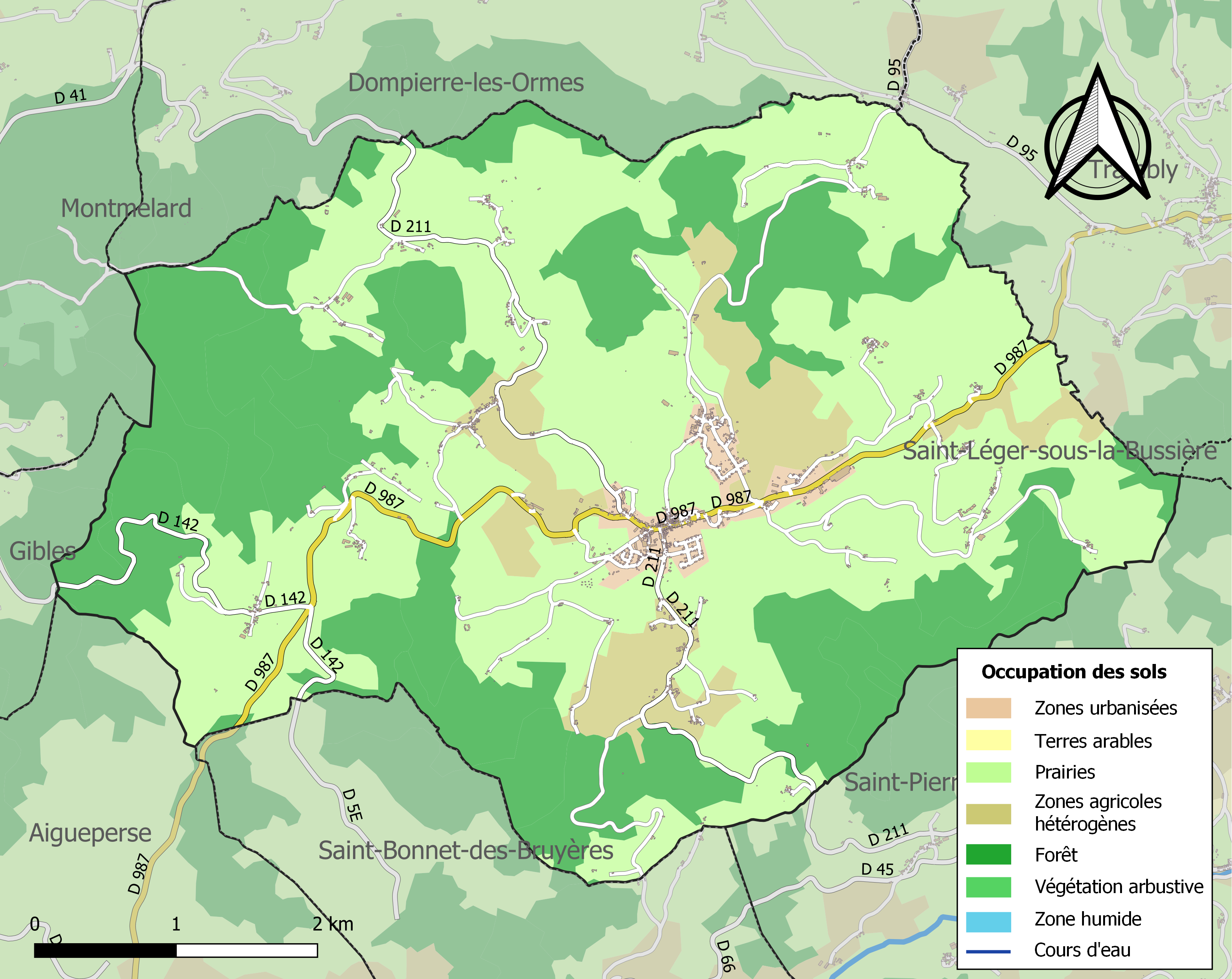
Carte des infrastructures et de l'occupation des sols de la commune en 2018 (CLC).

## Industrie
L'entrée du bourg de Matour se fait par la zone industrielle des Berlières. C'est le plus gros foyer d'emplois de la commune. Elle accueille une dizaine d'entreprises dont une fonderie.
En 2015, c'est sur le site de la fonderie qu'à la suite d'un accident industriel, un important rejet de dioxyde de soufre, gaz toxique et incolore, intoxique une dizaine de personnes, nécessitant la venue sur place de sapeurs-pompiers de 10 centres du département.

## Histoire
Au cours du XXe siècle, la gendarmerie et la perception quittent successivement Matour pour s'installer dans la commune de Dompierre-les-Ormes.
En 1992 la commune ainsi que certaines communes voisines forment la communauté de communes de Matour et sa région. Le siège est alors fixé sur la commune de Trambly.
En 2008, un important trafic de drogue est démantelé sur la commune, aboutissant à la saisie record de 23,5 kg d'héroïne, deuxième plus belle prise en France pour l'héroïne, ainsi que de nombreuses armes, montrant l'explosion des drogues dures en milieu rural, à Matour,.
La commune perd son statut de chef-lieu de canton en 2015 à la suite du redécoupage cantonal de la Saône-et-Loire, et intègre le nouveau canton de la Chapelle-de-Guinchay

## Héraldique
| Blason de Matour | Blason  | D'azur à trois fasces d'argent.                  |
| Blason de Matour | Détails | Le statut officiel du blason reste à déterminer. |

## Politique et administration
| Dates     | Nom             | Parti | Parti | Notes                                                                  |
| --------- | --------------- | ----- | ----- | ---------------------------------------------------------------------- |
| 1995-2001 | Alain Guérin    |       |       |                                                                        |
| 2001-2005 | Armand Charnay  |       | PS    | Conseiller général depuis 2005                                         |
| 2005-2020 | Thierry Igonnet |       | DVG   | 1er vice-président de la communauté de communes de Matour et sa région |

## Enseignement
On trouve sur la commune, une école maternelle, une école primaire et un collège.

## Démographie
L'évolution du nombre d'habitants est connue à travers les recensements de la population effectués dans la commune depuis 1793. Pour les communes de moins de 10 000 habitants, une enquête de recensement portant sur toute la population est réalisée tous les cinq ans, les populations de référence des années intermédiaires étant quant à elles estimées par interpolation ou extrapolation. Pour la commune, le premier recensement exhaustif entrant dans le cadre du nouveau dispositif a été réalisé en 2007.

En 2022, la commune comptait 1 159 habitants, en évolution de +5,94 % par rapport à 2016 (Saône-et-Loire : −1,06 %, France hors Mayotte : +2,11 %).
| 1793  | 1800  | 1806  | 1821  | 1831  | 1836  | 1841  | 1846  | 1851  |
| ----- | ----- | ----- | ----- | ----- | ----- | ----- | ----- | ----- |
| 1 922 | 2 062 | 2 032 | 2 153 | 2 246 | 2 330 | 2 331 | 2 362 | 2 436 |

| 1856  | 1861  | 1866  | 1872  | 1876  | 1881  | 1886  | 1891  | 1896  |
| ----- | ----- | ----- | ----- | ----- | ----- | ----- | ----- | ----- |
| 2 502 | 2 336 | 2 270 | 2 258 | 2 222 | 2 167 | 2 201 | 2 020 | 1 884 |

| 1901  | 1906  | 1911  | 1921  | 1926  | 1931  | 1936  | 1946  | 1954  |
| ----- | ----- | ----- | ----- | ----- | ----- | ----- | ----- | ----- |
| 1 744 | 1 640 | 1 631 | 1 574 | 1 516 | 1 415 | 1 302 | 1 258 | 1 181 |

| 1962  | 1968  | 1975  | 1982  | 1990  | 1999 | 2006  | 2007  | 2012  |
| ----- | ----- | ----- | ----- | ----- | ---- | ----- | ----- | ----- |
| 1 101 | 1 206 | 1 207 | 1 231 | 1 003 | 998  | 1 065 | 1 074 | 1 043 |

| 2017  | 2022  | - | - | - | - | - | - | - |
| ----- | ----- | - | - | - | - | - | - | - |
| 1 119 | 1 159 | - | - | - | - | - | - | - |

## Culture
La commune compte un cinéma à salle unique, le CinéMatour, animé par l'équipe de cinéphiles bénévoles du C.A.R.T., le Centre d'animation rurale et touristique de Matour. La salle est rénovée et inaugurée le 25 octobre 2014 en présence du réalisateur Patrice Leconte dont elle prend le nom.
Les 8 et 9 avril 2017, le cinéma organise le Printemps des Lumière, un événement en hommage à deux personnalités du cinéma, disparues respectivement en 2015 et 2016 : l'historien du cinéma Raymond Chirat et la critique et historienne Alice Chardère, qui ont notamment œuvré pour la création de l'Institut Lumière à Lyon.

## Lieux et monuments
- la Maison des Patrimoines en Bourgogne du Sud[29],
- l'église Saint-Jean-Baptiste de Matour[30] : implantée sur la place principale du bourg elle a été construite entre 1863 et 1868. Sous l'ancien régime elle appartenait au diocèse d'Autun et à l'archiprêtré de Bois-Sainte-Marie. La construction de l'église actuelle fut réalisé sous l'autorité d'André Berthier, architecte à Mâcon. Le clocher de l'église fut foudroyé le 4 août 1910. L'église se compose d'une nef de cinq travées, flanquée de collatéraux. Le chœur a un déambulatoire, sans chapelles rayonnantes,
- le site de l'ancien château de Châteauthiers, demeure d'origine médiévale qui fut achetée vers 1860 par Monsieur Nugues de Matour, qui le fit démolir et dispersa mobilier, bibliothèque et matériaux de construction, et dont seule subsiste l’ancienne écurie.

## Tourisme
L'une des antennes de l'Office de Tourisme du Haut Clunisois est installé dans le bourg du village sur la place de l'église.
Matour est le deuxième hébergeur touristique de la communauté de communes, elle dispose donc d'équipements d'accueil : chambres d'hôtes, gîtes de groupe, et terrain de camping.
Une piscine a été ouverte à la fin des années 1960 et, au cours de ses phases de modernisation, a été équipée du premier chauffage solaire de France : il s'agissait d'un projet national visant à équiper vingt-cinq piscines municipales extérieures d'un tel chauffage. Ce projet a été mené en 1979-1980 par le COMES (Commissariat à l’énergie solaire, devenu bien plus tard l'ADEME après fusions diverses). Il a été financé par la Commission Européenne (DG17). D'autres communes ont bénéficié du projet, comme Sézanne (Marne) ou Vauvert (Gard). Techniquement, il s'agissait de chauffage basse température par recirculation de l'eau dans un tapis souple de tubes en EPDM (source : archives COMES).

## Personnalités liées à la commune
Parmi les personnalités attachées à l'histoire de Matour figurent :[réf. nécessaire]
- Caroline Otero (dite La Belle Otero), courtisane célèbre du début du XXe siècle, vécut à Matour entre 1939 et 1948 (Me Louis Marie Victor Giraud l'avait connue à la cour de Nicolas II tsar de Russie au début du XXe siècle et lui avait proposé les services de sa dame de compagnie qui était originaire du village).
- Émile Chateau (1866-1952), botaniste français qui fut directeur d'écoles à Matour (après l'avoir été à Saisy, Mâcon, Bourg-le-Comte et Antully).

## Pour approfondir